# Evangelische Kirche (Sankt Goarshausen)

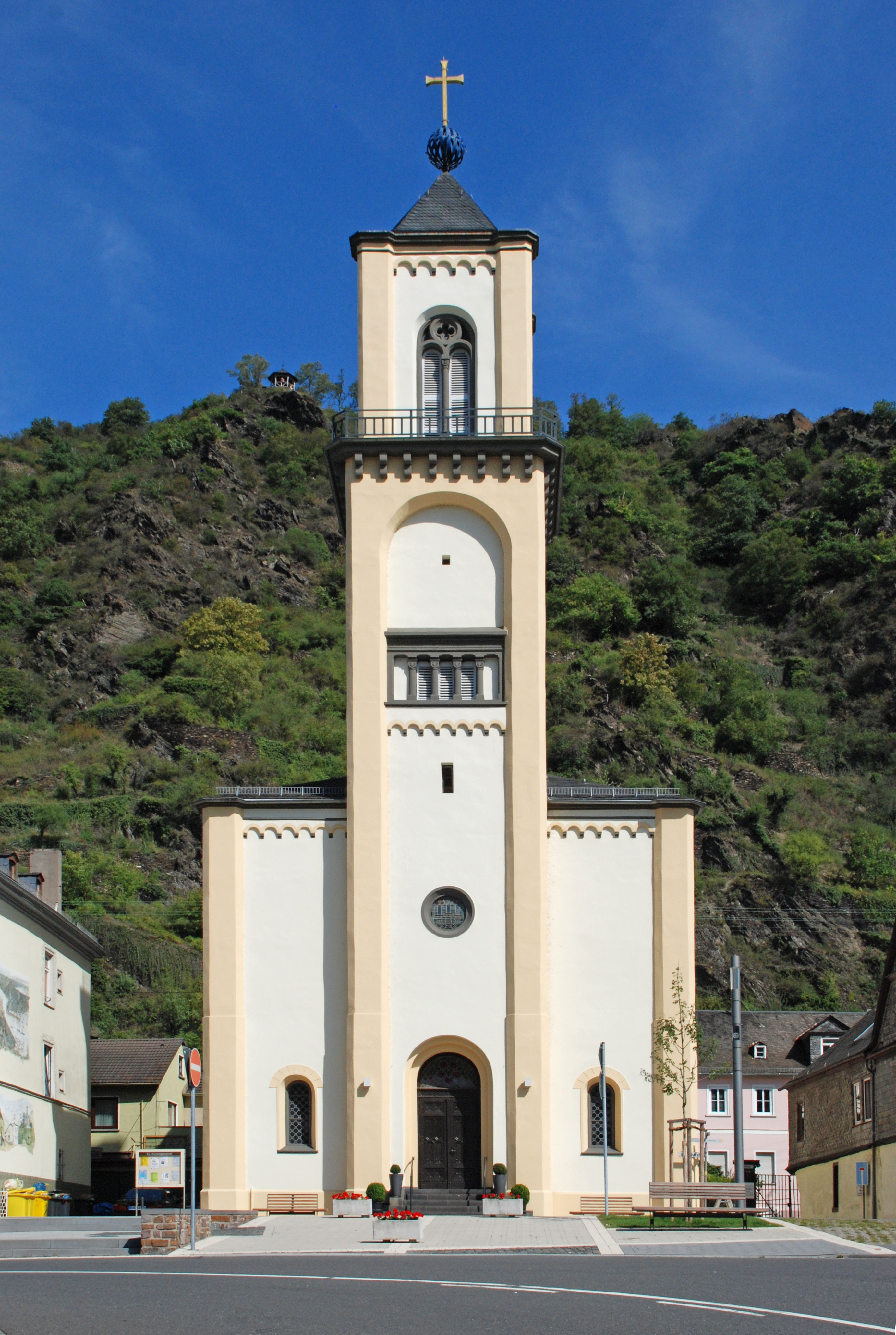
Ev. Kirche St. Goarshausen

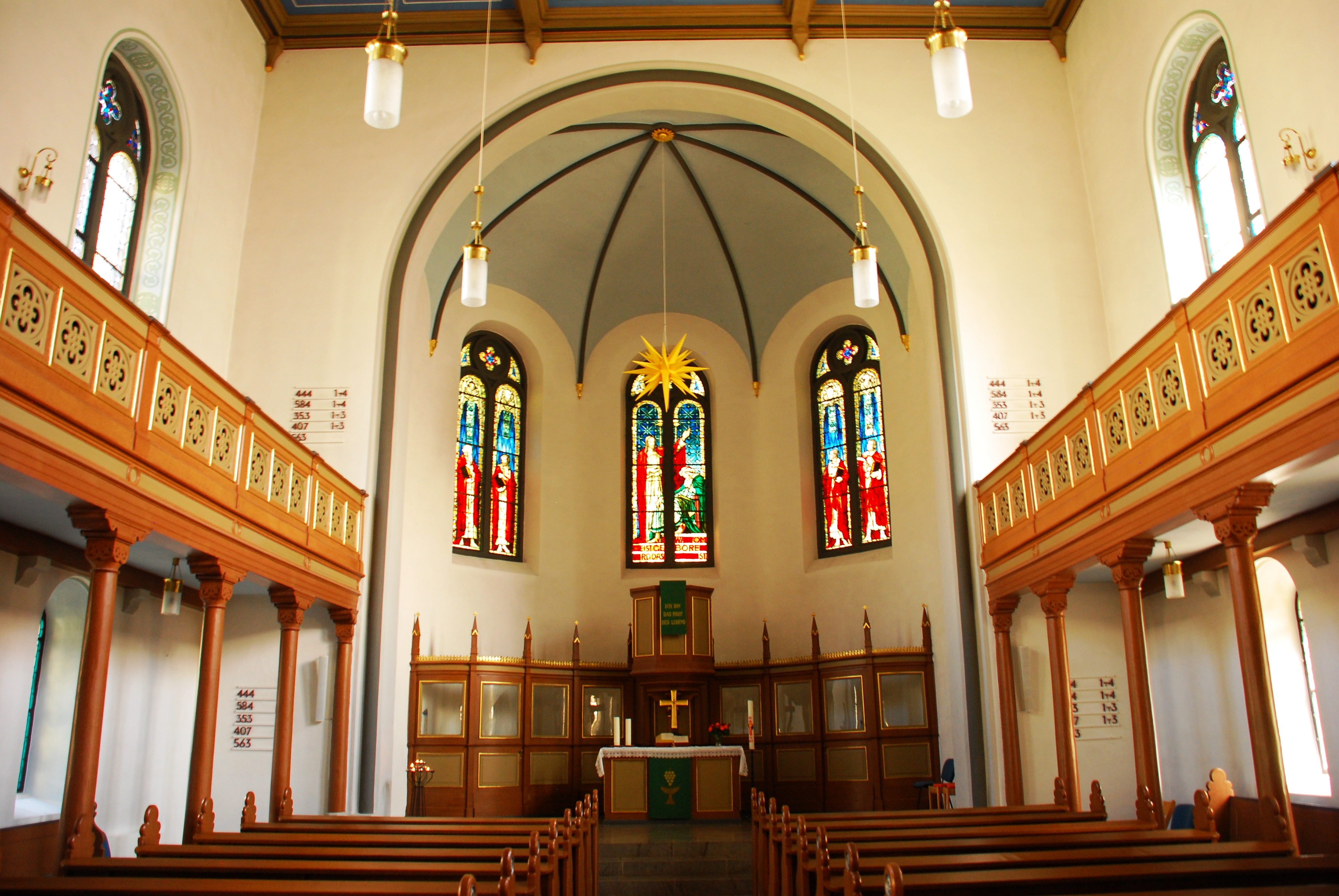
Ev. Kirche – Innenansicht

Die evangelische Kirche Sankt Goarshausen liegt in Sankt Goarshausen im Rhein-Lahn-Kreis in Rheinland-Pfalz.
Seit 2002 ist die evangelische Kirche Sankt Goarshausen Teil des UNESCO-Welterbes Oberes Mittelrheintal.

## Geschichte
Im Zuge des Baus der Nassauischen Rheinbahn musste die alte Kirche in St. Goarshausen weichen und wurde 1857 abgerissen. Dafür wurde die Gemeinde mit einer Zuwendung der herzoglichen Landesregierung in Höhe von 27.000 Gulden entschädigt. Damit konnte der vom Architekten und nassauischen Baubeamten Eduard Zais geplante Neubau finanziert werden.
1929 schuf Otto Linnemann die figürlichen Farbverglasungen im Chor.
Die Grundsteinlegung erfolgte am 25. April 1861, die Einweihung am 2. Juli 1863. Tatsächlich betrugen die Baukosten rund 40.000 Gulden. Zais verwirklichte eine reich gegliederte Außenfassade mit Dachfialen und Spitzturm sowie einer aufwändigen Kassettendecke im ansonsten schlichten Innenraum.

Aufnahme unmittelbar vor dem Zweiten Weltkrieg

Nach Kriegsschäden im Zweiten Weltkrieg wurde der Turm verkürzt und mit einem einfachen Walmdach bedeckt, die Fassade stark vereinfacht und der Chorraum verändert.
Das Gebäude ist im Denkmalverzeichnis des Rhein-Lahn-Kreises als Kulturdenkmal aufgeführt.

## Orgel

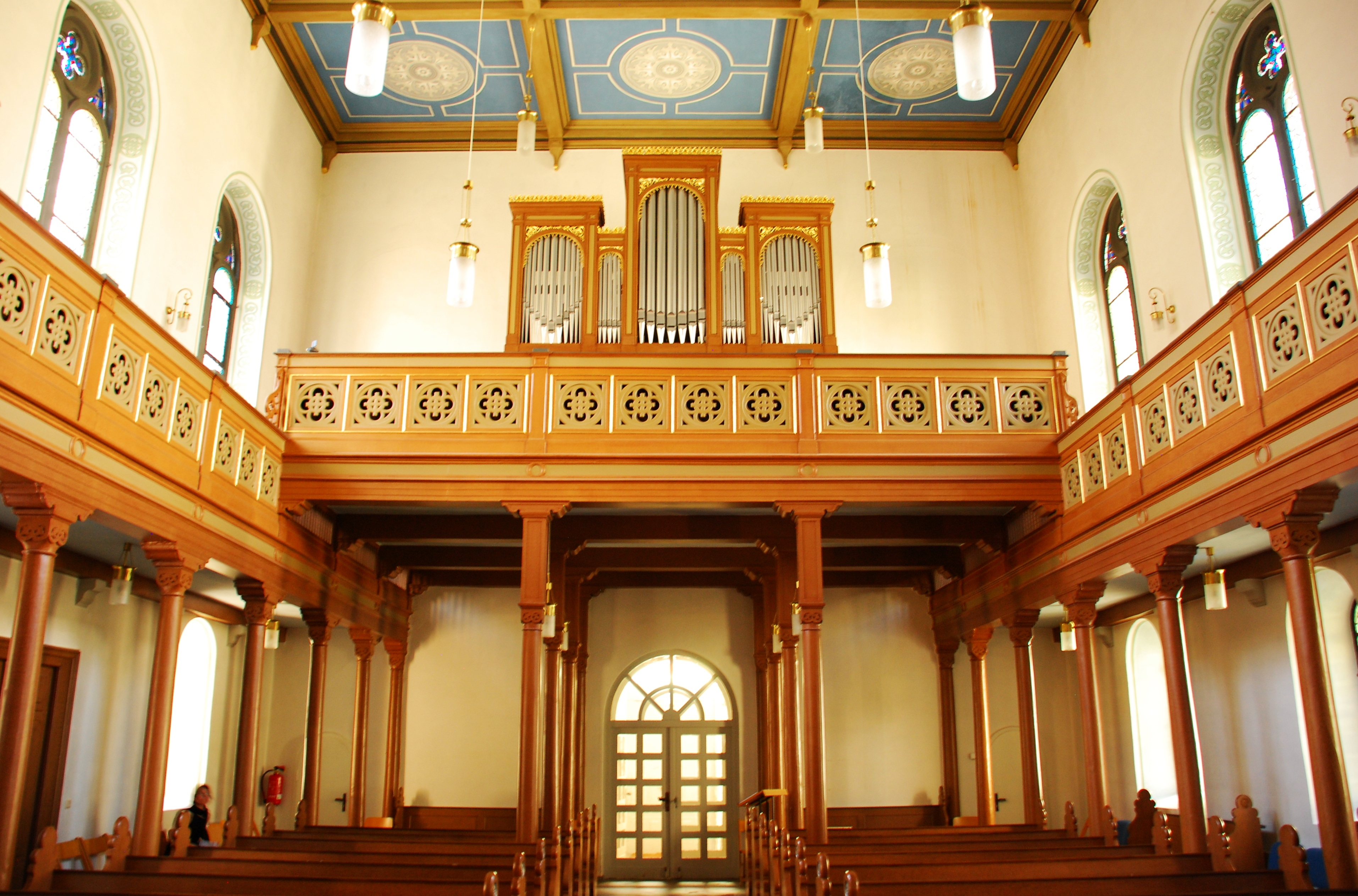
Blick auf die Empore mit Orgel

Die Orgel wurde 1863 von dem Orgelbauer  Christian Friedrich Voigt (Igstadt bei Wiesbaden) erbaut. Im Laufe der Zeit wurde das Schleifladen-Instrument mehrfach verändert, insbesondere in den Jahren 1957–1974. 2006 wurde das Instrument durch den Orgelbauer Rainer Müller (Merxheim) in ihren Ursprungszustand zurückversetzt. Das Instrument hat 18 Register auf zwei Manualen und Pedal. Die Spiel- und Registertrakturen sind mechanisch. Das Instrument ist etwa einen Halbton höher als normal (440 Herz) üblich intoniert.
| I Hauptwerk C–f3 |                |     |   |
| 1.               | Bordun         | 16′ | V |
| 2.               | Principal      | 8′  |   |
| 3.               | Gedackt        | 8′  | V |
| 4.               | Viola da Gamba | 8′  | V |
| 5.               | Octave         | 4′  | V |
| 6.               | Flöte          | 4′  | V |
| 7.               | Quinta         | 3′  | V |
| 8.               | Octave         | 2′  | V |
| 9.               | Mixtur IV      | 2′  | V |
| 10.              | Trompete       | 8′  | W |

| II Unterwerk C–f3 |                  |       |   |
| 11.               | Lieblich Gedackt | 8′    | V |
| 12.               | Salicional       | 8′    | S |
| 13.               | Flöte draver     | 4′    | R |
| 14.               | Gemshorn         | 4′    | V |
| 15.               | Cornett II-III   | 2 ⁄3′ | R |

| Pedalwerk C–c1 |            |     |   |
| 16.            | Subbass    | 16′ | V |
| 17.            | Oktavbass  | 8′  | V |
| 18.            | Choralbass | 4′  |   |

- Koppeln: II/I, I/P
- Anmerkungen:

V = Pfeifenmaterial von Voigt (1863)
S = Pfeifenmaterial von Stumm (1896)
R = Rekonstruiert (2006)
W = Fa. Weigle (19. Jhd.)